# ペタメートル
ペタメートル（英語: petametre, 記号Pm）は、国際単位系の長さの単位で、1015メートル。
- 1 Pm = 6685 au
- 1 光年 = 9.46 Pm
- 1 パーセク = 30.86 Pm
- 光は1ペタメートルを38日と14時間34分1秒かけて進む

テラメートル(terametre; Tm) ≪ ペタメートル(Pm) ≪ エクサメートル(exametre; Em)